# Chendżer
Chendżer – władca starożytnego Egiptu, z XIII dynastii, znany głównie z kompleksu piramid w Sakkarze. 
W inskrypcji na steli z Abydos podano wykaz prac budowlanych wykonanych w świątyni Ozyrysa z nakazu tego faraona; wspomniany jest też w niej jego wezyr Ankhu.

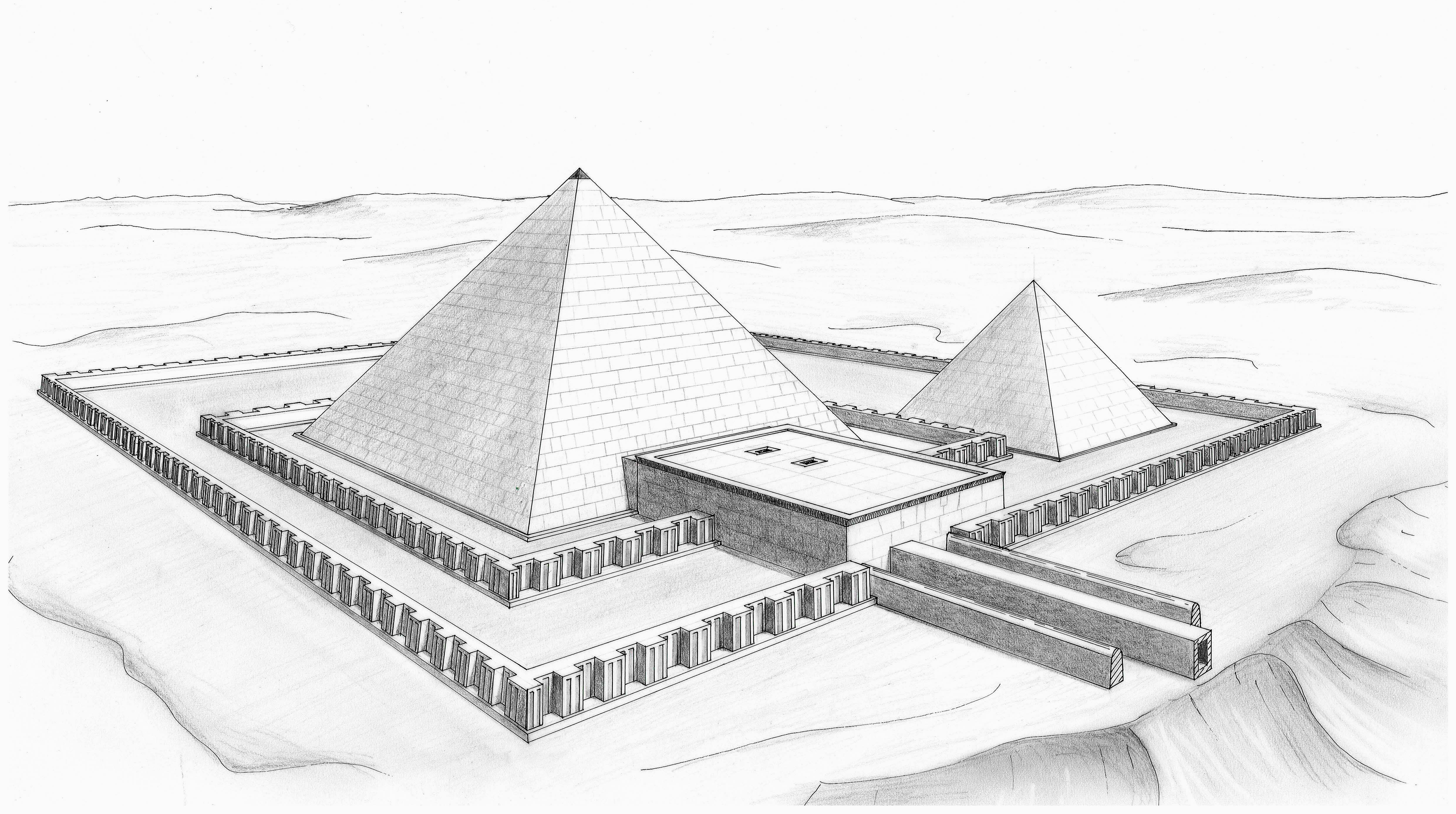
Rekonstrukcja piramid z nieukończonego kompleksu grobowego w Sakkarze

## Tytulatura
| M23 · X1 | L2 · X1 |

| M23 · X1 | L2 · X1 |

| ra | wsr | s | kA |

| ra | wsr | s | kA |

| ra | wsr | s | kA |

| ra | wsr | s | kA |

| M23 · X1 | L2 · X1 |

| M23 · X1 | L2 · X1 |

| ra | wsr | s | kA |

| ra | wsr | s | kA |

| ra | wsr | s | kA |

| ra | wsr | s | kA |

| M23 · X1 | L2 · X1 |

| M23 · X1 | L2 · X1 |

| wsr | s | kA | ra |

| wsr | s | kA | ra |

| wsr | s | kA | ra |

| wsr | s | kA | ra |

| M23 · X1 | L2 · X1 |

| M23 · X1 | L2 · X1 |

| wsr | s | kA | ra |

| wsr | s | kA | ra |

| wsr | s | kA | ra |

| wsr | s | kA | ra |

| G39 | N5 |

| G39 | N5 |

| x · n | M37 · r |

| x · n | M37 · r |

| x · n | M37 · r |

| x · n | M37 · r |

| G39 | N5 |

| G39 | N5 |

| x · n | M37 · r |

| x · n | M37 · r |

| x · n | M37 · r |

| x · n | M37 · r |